# Ground sample distance
Ground Sampling Distance (fork. GSD) betegner den geometriske opløsning af en pixel i et digitalt foto. Med andre ord er det forholdet mellem pixelstørrelse i billedet og dens geometriske udstrækning på jorden. Desto højere GSD, jo lavere er den geometriske opløsning. GSD-værdien er afhængig af afstanden (eks. flyvehøjden), altså jo længere afstand der er, jo større er GSD-værdien:
Eksempel:
- Hvis {\displaystyle GSD=10cm} betyder det, at én pixel i billedet er repræsenterer {\displaystyle 10x10cm=100cm^{2}} på jorden.
- Hvis {\displaystyle GSD=40cm} betyder det, at én pixel i billedet er repræsenterer {\displaystyle 40x40cm=1600cm^{2}} på jorden.

Begrebet anvendes inden for fotogrammetri og fremstilling af ortofoto.